# Poslední pokus
Poslední pokus (v anglickém originále Props) je dvacátá epizoda třetí série amerického hudebního televizního seriálu Glee a v celkovém pořadí šedesátá čtvrtá epizoda tohoto seriálu. Napsal ji a režíroval Ian Brennan a epizoda je první ze dvou epizod tohoto seriálu, které se vysílaly po sobě, poprvé ve Spojených státech dne 15. května 2012 na televizním kanálu Fox. V této epizodě se New Directions připravují na novou rutinu představení pro nadcházející národní kolo soutěže sborů, s rozšířenou sekvencí, v níž Tina (Jenna Ushkowitz) má vizi sboru, že kde si všichni vyměnili role, včetně jí jako Rachel. V epizodě se tak objeví speciální hostující hvězda Whoopi Goldberg jako děkanka na NYADĚ, Carmen Tibideaux.
Epizoda získala vesměs celkově pozitivní recenze, ačkoliv reakce k hudebním vystoupením nebyly tak silné. Scéna s výměnou rolí a postav získala nadšené ohlasy. Scény obsahující trenéru Beiste (Dot-Marie Jones) a Pucka (Mark Salling) byly také velice chváleny a zvláště jejich společné scény byly velice vyzdvihovány. Ale v kontrastu s tím jejich podání písně "Mean" naopak získal nejvíce rozdílné reakce od kritiků, i když to byla jedna ze čtyř singlů z epizody, která se umístila v hitparádách v Severní Americe a debutovala také v žebříčku Billboard Canadian Hot 100.
V původním vysílání epizodu sledovalo celkem 6,09 milionů amerických diváků a získala 2,5/8 Nielsenova ratingu/podílu na trhu ve věkovém okruhu od osmnácti do čtyřiceti devíti let. Celková sledovanost epizody výrazně klesla oproti předchozí epizodě s názvem Plesosaurus, která se vysílala o týden dříve.

## Děj epizody

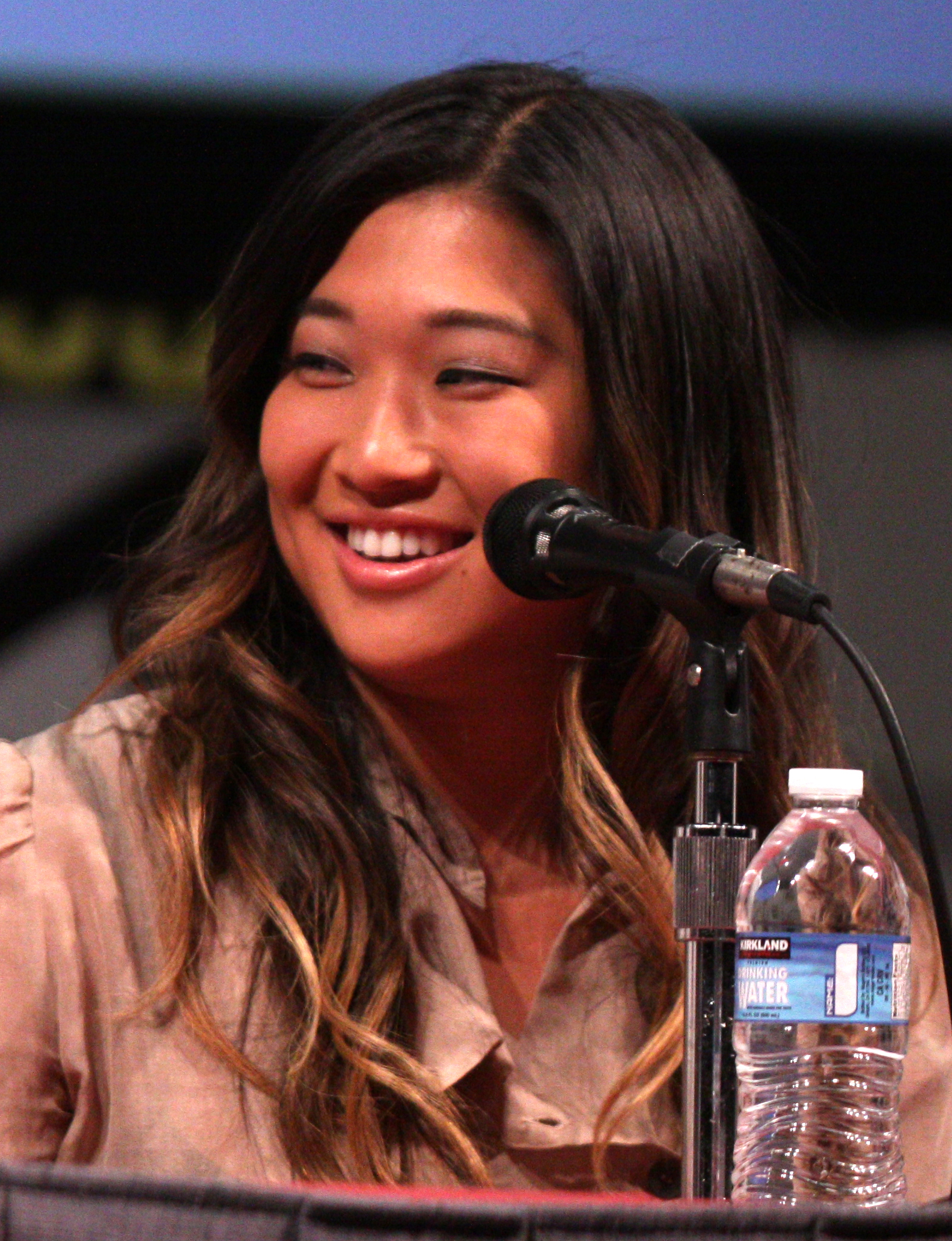
V této epizodě má Tina (Jenna Ushkowitz) sen, ve kterém si členové sboru vymění role

Když New Directions začínají plánovat seznam písní pro nadcházející národní kolo, tak je Tina (Jenna Ushkowitz) frustrována, že Rachel (Lea Michele) zpívá opět hlavní sóla, zatímco ona stále zůstává v pozadí a odchází. Když se jí Rachel pokouší uplatit, aby stáhla své námitky, tak Tina řekne Rachel, že by také chtěla sama zažít potlesk ve stoje. Tina později padá do fontány a udeří se do hlavy, což ji způsobí vizi, ve které si všichni členové sboru vymění role—hlavně ona vidí samu sebe jako Rachel a Rachel vidí jako Tinu. "Rachel" (ve skutečnosti Tina) zpívá "Because You Loved Me" a sbor ji odmění potleskem ve stoje. Ona děkuje "Tině" za její podporu a "Tina" za to na oplátku dává "Rachel" radu, jak zachránit svůj neúspěšný konkurz na NYADU. Poté, co se Tina vrací zpět do reality, dává Rachel tu samou radu: Rachel by měla vidět děkanku NYADY, Carmen Tibideaux (Whoopi Goldberg) osobně—vede mistrovskou třídu na Oberlin College. Tina sem Rachel doveze, ale Carmen je naštvaná opakovanými zprávami Rachel a řekne ji, že si nezaslouží žádnou zvláštní pozornost. Tina nesouhlasí a řekne Carmen, že Rachel je výjimečná. Rachel zve Carmen, aby navštívila jejich vystoupení na národním kole soutěže sborů a slibuje, že se bude na NYADU hlásit každý rok, dokud nebude přijata.
Sue (Jane Lynch) oznamují, že rivalský sbor Vocal Adrenaline je ten, který musí porazit, hlavně díky transsexuálnímu hlavnímu zpěvákovi Wadovi "Unique" Adamsovi (Alex Newell), ze kterého se stala mediální hvězda. Sue se rozhodne, že New Directions potřebují podobný trik jak vyhrát a řekne Kurtovi (Chris Colfer), aby se také převlékl za ženu, ten to ale neústupně odmítá. Puck (Mark Salling) oblékne šaty a s dobrovolníky vedou převlečení hudební číslo, ale Will to odmítá a žádá je, aby se opět soustředili na skupinovou choreografii.
Santana (Naya Rivera), Brittany (Heather Morris) a Mercedes (Amber Riley) si dělají starosti, protože trenérka Beiste (Dot-Marie Jones) neopustila svého tyranského manžela Cootera (Eric Bruskotter) a lhala jim o tom. Beiste jim řekne, že dospělé vztahy jsou složitější a trvá na tom, že je vše v pořádku. Hokejový hráč Rick "The Stick" (Rock Anthony) si utahuje s Pucka, protože ho viděl v šatech; souhlasí s tím, že se poperou před školou. Rick získá navrch a Puck je vhozen do popelnice, ale ten vytáhne vystřelovací nůž. Trenérka Beiste rvačku zastaví. V šatně ji Puck řekne, že nůž je falešná rekvizita, ale ona mu odsekne, že by za to mohl být vyloučen. Puck jí nato odpoví, že propadne v každém případě a selže: je odpad. Puck se zhroutí a Beiste při pláči uklidňuje. Doma řekne Beiste Cooterovi, že ho opouští a sundá svůj snubní prsten. On se jí zeptá, kdo by ji ještě mohl někdy milovat a ona mu odpoví: "Já". Zpět ve školním sále se připojuje k Puckovi v písni "Mean" a řekne mu, že pro něj zařídila klíčovou zkoušku, aby mohl odmaturovat a slibuje mu, že mu pomůže jí projít. Epizoda končí, když Rachel a Tina zpívají "Flashdance... What a Feeling" a celý sbor vchází do autobusu, který je odváží na národní kolo soutěže sborů.

## Seznam písní
- "I Won't Give Up"
- "Because You Loved Me"
- "Always True to You in My Fashion"
- "Mean"
- "Flashdance... What a Feeling"

## Hrají
| Dianna Agron      | Quinn Fabray          |
| Chris Colfer      | Kurt Hummel           |
| Darren Criss      | Blaine Anderson       |
| Jane Lynch        | Sue Sylvester         |
| Jayma Mays        | Emma Pillsburry       |
| Kevin McHale      | Artie Abrams          |
| Lea Michele       | Rachel Berry          |
| Cory Monteith     | Finn Hudson           |
| Heather Morris    | Brittany Pierce       |
| Matthew Morrison  | William Schuester     |
| Amber Riley       | Mercedes Jones        |
| Naya Rivera       | Santana Lopez         |
| Mark Salling      | Noah „Puck“ Puckerman |
| Harry Shum mladší | Mike Chang            |
| Jenna Ushkowitz   | Tina Cohen-Chang      |